# Décathlon aux Jeux olympiques d'été de 2008
Pour un article plus général, voir Athlétisme aux Jeux olympiques d'été de 2008.
Navigation
Athènes 2004 Londres 2012
Le concours du décathlon des Jeux olympiques de 2008 a lieu le 21 et le 22 août 2008 dans le Stade national de Pékin.
Les limites de qualifications étaient de 8 000 points pour la limite A et de 7 700 points pour la limite B.

## Records
Avant cette compétition, les records dans cette discipline étaient les suivants :
| Record du monde  | 9 026 points | Roman Šebrle | Tchéquie | 27 mai 2001  | Götzis  |
| Record olympique | 8 893 points | Roman Šebrle | Tchéquie | 24 août 2004 | Athènes |

## Médaillés
| Or         | Argent            | Bronze        |
| Bryan Clay | Andrei Krauchanka | Leonel Suárez |

## Résultats
| Rang | Pays            | Athlète                | Total points | Détail par épreuve (les points puis les résultats. La meilleure performance de chaque épreuve est en vert) | Détail par épreuve (les points puis les résultats. La meilleure performance de chaque épreuve est en vert) | Détail par épreuve (les points puis les résultats. La meilleure performance de chaque épreuve est en vert) | Détail par épreuve (les points puis les résultats. La meilleure performance de chaque épreuve est en vert) | Détail par épreuve (les points puis les résultats. La meilleure performance de chaque épreuve est en vert) | Détail par épreuve (les points puis les résultats. La meilleure performance de chaque épreuve est en vert) | Détail par épreuve (les points puis les résultats. La meilleure performance de chaque épreuve est en vert) | Détail par épreuve (les points puis les résultats. La meilleure performance de chaque épreuve est en vert) | Détail par épreuve (les points puis les résultats. La meilleure performance de chaque épreuve est en vert) | Détail par épreuve (les points puis les résultats. La meilleure performance de chaque épreuve est en vert) |
| ---- | --------------- | ---------------------- | ------------ | --- | --- | --- | --- | --- | --- | --- | --- | --- | --- |
| Rang | Pays            | Athlète                | Total points | 100 m | Longueur                                                                                                   | Poids | Hauteur | 400 m | 110 mH | Disque | Perche | Javelot | 1 500 m |
| 1    | États-Unis      | Bryan Clay             | 8791         | 989 10 s 44                                                                                                | 1005 7,78 m                                                                                                | 868 16,27 s                                                                                                | 794 1,99                                                                                                   | 865 48 s 92                                                                                                | 984 13 s 93                                                                                                | 950 53,79 m(SB)                                                                                            | 910 5,00(=SB)                                                                                              | 904 70,97 m(SB)                                                                                            | 522 5 min 06 s 59                                                                                          |
| 2    | Biélorussie     | Andrei Krauchanka      | 8551         | 870 10 s 96                                                                                                | 962 7,61 m                                                                                                 | 752 14,39 m                                                                                                | 906 2,11 m                                                                                                 | 943 47 s 30(SB)                                                                                            | 948 14 s 21                                                                                                | 758 44,58 m (SB)                                                                                           | 910 5,00 m                                                                                                 | 741 60,23 m                                                                                                | 761 4 min 27 s 47(SB)                                                                                      |
| 3    | Cuba            | Leonel Suárez          | 8527 (NR)    | 883 10 s 90                                                                                                | 893 7,33 m                                                                                                 | 750 14,49 m                                                                                                | 850 2,05 m                                                                                                 | 913 47 s 91(PB)                                                                                            | 955 14 s 15(SB)                                                                                            | 756 44,45 m                                                                                                | 819 4,70 m                                                                                                 | 950 73,98 m (PB)                                                                                           | 750 4 min 29 s 17                                                                                          |
| DQ   | Russie          | Aleksandr Pogorelov    | DQ 8328      | 845 11 s 07                                                                                                | 903 7,37 m                                                                                                 | 884 16,53 m                                                                                                | 878 2,08 m                                                                                                 | 773 50 s 91 (SB)                                                                                           | 915 14 s 47                                                                                                | 871 50,04 m                                                                                                | 910 5,00 m (SB)                                                                                            | 798 64,01                                                                                                  | 551 5 min 01 s 56                                                                                          |
| 4    | France          | Romain Barras          | 8253 (SB)    | 804 11 s 26                                                                                                | 833 7,08 m                                                                                                 | 816 15,42 m                                                                                                | 767 1,96 m (SB)                                                                                            | 837 49 s 51(SB)                                                                                            | 948 14 s 21(PB)                                                                                            | 770 45,17 m (SB)                                                                                           | 910 5,00 m (=PB)                                                                                           | 819 65,40 m (PB)                                                                                           | 749 4 min 29 s 29                                                                                          |
| 5    | Tchéquie        | Roman Šebrle           | 8241 (SB)    | 814 11 s 21                                                                                                | 980 7,68 m                                                                                                 | 776 14,78 m                                                                                                | 906 2,11 m                                                                                                 | 836 49 s 54(SB)                                                                                            | 885 14 s 71 (SB)                                                                                           | 777 45,50 m                                                                                                | 849 4,80 m (SB)                                                                                            | 797 63,93 m                                                                                                | 621 4 min 49 s 63                                                                                          |
| 6    | Ukraine         | Oleksiy Kasyanov       | 8238 (PB)    | 968 10 s 53                                                                                                | 650 7,56 m                                                                                                 | 799 15,15 m                                                                                                | 767 1,96 m                                                                                                 | 924 47 s 70                                                                                                | 927 14 s 37 (PB)                                                                                           | 837 48,39 m (PB)                                                                                           | 702 4,30 m                                                                                                 | 612 51,59 m (SB)                                                                                           | 752 4 min 28 s 94                                                                                          |
| 7    | Allemagne       | André Niklaus          | 8220         | 834 11 s 12                                                                                                | 883 7,29 m                                                                                                 | 681 13,23 m                                                                                                | 850 2,05 m                                                                                                 | 831 49 s 65                                                                                                | 927 14 s 37 (SB)                                                                                           | 775 45,39 m                                                                                                | 972 5,20 m (=SB)                                                                                           | 741 60,21 m                                                                                                | 726 4 min 32 s 90                                                                                          |
| 8    | Jamaïque        | Maurice Smith          | 8205         | 894 10 s 85                                                                                                | 823 7,04 m                                                                                                 | 765 15,09 m                                                                                                | 794 1,99 m (SB)                                                                                            | 911 47 s 96(SB)                                                                                            | 964 14 s 08                                                                                                | 889 50,91 m                                                                                                | 790 4,60 m                                                                                                 | 611 51,52 m                                                                                                | 734 4 min 31 s 62 (SB)                                                                                     |
| 9    | Allemagne       | Michael Schrader       | 8194         | 906 10 s 80                                                                                                | 985 7,70 m                                                                                                 | 708 13,67 m                                                                                                | 794 1,99 m (=PB)                                                                                           | 886 48 s 47                                                                                                | 885 14 s 71                                                                                                | 673 40,41 m                                                                                                | 849 4,80 m                                                                                                 | 742 60,27 m (PB)                                                                                           | 766 4 min 26 s 77                                                                                          |
| 10   | Estonie         | Mikk Pahapill          | 8178 (PB)    | 827 11 s 15                                                                                                | 823 7,04 m                                                                                                 | 750 14,36 m                                                                                                | 906 2,11 m (SB)                                                                                            | 774 50 s 90                                                                                                | 910 14 s 51                                                                                                | 857 49,35 m (PB)                                                                                           | 849 4,80 m                                                                                                 | 845 67,07 m (PB)                                                                                           | 637 4 min 47 s 03                                                                                          |
| 11   | Russie          | Aleksey Drozdov        | 8154         | 856 11 s 02                                                                                                | 869 7,23 m                                                                                                 | 867 16,26 m                                                                                                | 822 2,02 m                                                                                                 | 744 51 s 56                                                                                                | 789 15 s 51                                                                                                | 817 47,43 m                                                                                                | 941 5,10 m                                                                                                 | 777 62,57 m                                                                                                | 672 4 min 41 s 34                                                                                          |
| 12   | Estonie         | Andres Raja            | 8118 (PB)    | 885 10 s 89                                                                                                | 883 7,29 m                                                                                                 | 777 14,79 m                                                                                                | 767 1,96 m                                                                                                 | 862 48 s 98 (SB)                                                                                           | 967 14 s 06                                                                                                | 661 39,83 m                                                                                                | 849 4,80 m (=PB)                                                                                           | 846 67,16 m (PB)                                                                                           | 621 4 min 49 s 60                                                                                          |
| 13   | Pays-Bas        | Eugène Martineau       | 8055         | 819 11 s 19                                                                                                | 859 7,19 m                                                                                                 | 715 13,78 m                                                                                                | 794 1,99 m (=SB)                                                                                           | 815 49 s 99                                                                                                | 882 14 s 73                                                                                                | 748 44,09 m                                                                                                | 819 4,70 m                                                                                                 | 911 71,44 m (PB)                                                                                           | 693 4 min 37 s 96                                                                                          |
| 14   | Cuba            | Yordani García         | 7992         | 942 10 s 64                                                                                                | 830 7,07 m                                                                                                 | 840 15,82 m                                                                                                | 767 1,96 m                                                                                                 | 830 49 s 66 (SB)                                                                                           | 987 13 s 90 (PB)                                                                                           | 598 36,73 m                                                                                                | 819 4,70 m                                                                                                 | 822 65,60 m                                                                                                | 557 5 min 00 s 49                                                                                          |
| 15   | Biélorussie     | Mikalai Shubianok      | 7906 (SB)    | 793 11 s 31                                                                                                | 781 6,86 m                                                                                                 | 782 14,88 m                                                                                                | 794 1,99 m                                                                                                 | 814 50 s 02                                                                                                | 908 14 s 52(SB)                                                                                            | 783 45,80 m (PB)                                                                                           | 790 4,60 m (SB)                                                                                            | 769 62,10 m                                                                                                | 692 4 min 38 s 14                                                                                          |
| 16   | Biélorussie     | Aliaksandr Parkhomenka | 7838         | 797 11 s 29                                                                                                | 811 6,99 m                                                                                                 | 820 15,49 m                                                                                                | 740 1,93 m (SB)                                                                                            | 782 50 s 71(SB)                                                                                            | 842 15 s 06 (SB)                                                                                           | 772 45,27 m                                                                                                | 819 4,70 m                                                                                                 | 807 64,60 m                                                                                                | 648 4 min 45 s 17                                                                                          |
| 17   | Chine           | Qi Haifeng             | 7835 (SB)    | 827 11 s 15                                                                                                | 866 7,22 m                                                                                                 | 692 13,40 m                                                                                                | 740 1,93 m                                                                                                 | 843 49 s 39 (SB)                                                                                           | 899 14 s 60 (SB)                                                                                           | 797 46,46 m (SB)                                                                                           | 702 4,30 m                                                                                                 | 784 63,09 m (SB)                                                                                           | 685 4 min 39 s 32                                                                                          |
| 18   | Canada          | Massimo Bertocchi      | 7714         | 861 11 s 00                                                                                                | 826 7,05 m                                                                                                 | 734 14,10 m                                                                                                | 714 1,90 m                                                                                                 | 875 48 s 72                                                                                                | 934 14 s 32                                                                                                | 765 44,91 m (PB)                                                                                           | 819 4,70 m                                                                                                 | 520 45,33 m                                                                                                | 666 4 min 42 s 26 (PB)                                                                                     |
| 19   | Liberia         | Jangy Addy             | 7665 (NR)    | 915 10 s 76                                                                                                | 905 7,38 m                                                                                                 | 784 14,91 m                                                                                                | 740 1,93 m                                                                                                 | 885 48 s 51 (SB)                                                                                           | 935 14 s 31                                                                                                | 711 42,30 m (NR)                                                                                           | 673 4,20 m (NR)                                                                                            | 626 52,50 m (NR)                                                                                           | 491 5 min 12 s 22                                                                                          |
| 20   | Grande-Bretagne | Daniel Awde            | 7516         | 847 11 s 06                                                                                                | 842 7,12 m                                                                                                 | 608 12,03 m                                                                                                | 610 1,78 m                                                                                                 | 950 47 s 16 (PB)                                                                                           | 887 14 s 69                                                                                                | 606 37,12                                                                                                  | 880 4,90 m (PB)                                                                                            | 636 53,18 m                                                                                                | 650 4 min 44 s 80                                                                                          |
| 21   | Iran            | Hadi Sepehrzad         | 7483         | 878 10 s 92                                                                                                | 767 6,80 m                                                                                                 | 852 16,02 m                                                                                                | 714 1,90 m                                                                                                 | 780 50 s 75                                                                                                | 894 14 s 64                                                                                                | 877 50,32 m                                                                                                | 617 4,00 m                                                                                                 | 582 49,56 m                                                                                                | 522 5 min 06 s 67                                                                                          |
| 22   | Slovénie        | Damjan Sitar           | 7336         | 814 11 s 21                                                                                                | 874 7,25 m                                                                                                 | 631 12,41 m                                                                                                | 850 2,05 m (SB)                                                                                            | 810 50 s 10                                                                                                | 846 15 s 03                                                                                                | 649 39,25 m                                                                                                | 617 4,00 m                                                                                                 | 548 47,235 m (PB)                                                                                          | 697 4 min 37 s 37                                                                                          |
| 23   | Slovaquie       | Slaven Dizdarevic      | 7021         | 825 11 s 16                                                                                                | 818 7,02 m                                                                                                 | 727 13,97                                                                                                  | 767 1,96 m                                                                                                 | 724 52 s 02                                                                                                | 777 15 s 61                                                                                                | 662 39,86 m                                                                                                | 617 4,00 m                                                                                                 | 494 43,58 m                                                                                                | 610 4 min 51 s 42                                                                                          |
| 24   | Espagne         | David Gómez            | 6876         | 834 11 s 12                                                                                                | 778 6,85 m                                                                                                 | 703 13,58 m                                                                                                | 636 1,81                                                                                                   | 849 49 s 27                                                                                                | 897 14 s 61                                                                                                | 668 40,17 m (SB)                                                                                           | NM | 771 62,22 m (SB)                                                                                           | 740 4 min 30 s 74 (PB)                                                                                     |
| 25   | Finlande        | Mikko Halvari          | 6486         | 821 11 s 18                                                                                                | 785 6,88 m                                                                                                 | 711 13,72 m                                                                                                | 740 1,93 m (PB)                                                                                            | 787 50 s 60                                                                                                | 705 16 s 25                                                                                                | 823 47,71 m                                                                                                | NM | 665 55,11 m                                                                                                | 449 5’20 s 26                                                                                              |
|      | États-Unis      | Trey Hardee            | ab.          | 970 10 s 52                                                                                                | 990 7,72 m                                                                                                 | 697 13,49 m                                                                                                | 850 2,05 m (SB)                                                                                            | 921 47 s 75 (PB)                                                                                           | 949 14 s 20                                                                                                | 737 43,55 m (SB)                                                                                           | NM | | |
|      | Chili           | Gonzalo Barroilhet     | ab.          | 789 11 s 33                                                                                                | 833 7,08 m                                                                                                 | 681 13,23 m                                                                                                | 740 1,93 m                                                                                                 | 729 51 s 91                                                                                                | 941 14 s 26                                                                                                | 789 46,07 m (PB)                                                                                           | NM | | |
|      | Lettonie        | Jānis Karlivāns        | ab.          | 782 11 s 36                                                                                                | 876 7,26 m                                                                                                 | 780 14,85 m                                                                                                | 661 1,84 m                                                                                                 | 742 51 s 61                                                                                                | 816 15 s 28                                                                                                | 757 44,54 m                                                                                                | | | |
|      | Russie          | Alexey Sysoev          | ab.          | 854 11 s 03                                                                                                | 760 6,77 m                                                                                                 | 816 15,42 m                                                                                                | 906 2,11 m (SB)                                                                                            | 782 50 s 71                                                                                                | 0 DNF | | | | |
|      | Brésil          | Carlos Eduardo Chinin  | ab.          | 863 10 s 99                                                                                                | 799 6,94 m                                                                                                 | 0 NM | 794 1,99 m                                                                                                 | 851 49 s 21                                                                                                | | | | | |
|      | Ouzbékistan     | Pavel Andreev          | ab.          | 759 11 s 47                                                                                                | 725 6,62 m                                                                                                 | 738 14,15 m                                                                                                | 794 1,99 m                                                                                                 | 0 DNF | | | | | |
|      | Belgique        | Frédéric Xhonneux      | ab.          | 771 11 s 41                                                                                                | 799 6,94 m                                                                                                 | 728 13,99 m                                                                                                | 714 1,90 m                                                                                                 | 0 DNF | | | | | |
|      | Moldavie        | Victor Covalenco       | ab.          | 677 11 s 87                                                                                                | 697 6,50 m                                                                                                 | 694 13,44 m                                                                                                | 636 1,81 m                                                                                                 | 0 DNF | | | | | |
|      | Allemagne       | Arthur Abele           | ab.          | 883 10 s 90                                                                                                | 691 6,47 m                                                                                                 | 701 13,55 m                                                                                                | 714 1,90 m                                                                                                 | | | | | | |
|      | Belgique        | Hans Van Alphen        | ab.          | 799 11 s 28                                                                                                | 709 6,55 m                                                                                                 | 781 14,86 m                                                                                                | 661 1,84 m                                                                                                 | | | | | | |
|      | Ouzbékistan     | Vitaliy Smirnov        | ab.          | 740 11 s 56                                                                                                | 0 NM | 698 13,51 m                                                                                                | | | | | | | |
|      | États-Unis      | Tom Pappas             | ab.          | 834 11 s 12                                                                                                | 913 7,41 m                                                                                                 | | | | | | | | |
|      | Hongrie         | Attila Zsivóczky       | ab.          | 679 11 s 86                                                                                                | 0 NM | | | | | | | | |
|      | Kazakhstan      | Dmitriy Karpov         | ab.          | 685 11 s 83                                                                                                | | | | | | | | | |

Records et Performances
- AR : Record continental (area record)
- CR : Record des championnats (championship record)
- MR : Record du meeting (meet record)
- NR : Record national (national record)
- OR : Record olympique (olympic record)
- PR : Record paralympique (paralympic record)
- PB : Record personnel (personal best)
- SB : Meilleure performance personnelle de la saison (season's best)
- WL : Meilleure performance mondiale de l'année (world leader)
- WJR : Record du monde junior (world junior record)
- WR : Record du monde (world record)

Circonstances et Conditions
- DNF : N'a pas terminé (did not finish)
- DNS : N'a pas pris le départ (did not start)
- DQ : Disqualification (disqualification)
- NM : Aucun essai valable enregistré (No Mark)
- Q : Qualifié « directement » au prochain tour (ou à la prochaine compétition), lors d'une compétition majeure, grâce au classement ou à la réalisation des minima (automatic qualifier)
- q : Qualifié au prochain tour (ou à la prochaine compétition), lors d'une compétition majeure, grâce au repêchage ou à la réalisation de l'une des meilleures performances parmi celles des « non qualifiés directement » (grâce au meilleur temps ou à la meilleure distance par exemple) (secondary qualifier)